# Leucania nigrilinea
Leucania nigrilinea är en fjärilsart som beskrevs av John Henry Leech 1889. Leucania nigrilinea ingår i släktet Leucania och familjen nattflyn. Inga underarter finns listade i Catalogue of Life.